# Somalilands flagga
Somalilands flagga antogs av den ej erkända nationen Somaliland den 14 oktober 1996. Flaggan innehåller de panarabiska färgerna grönt, svart, vitt och rött. Den består av tre horisontella fält: ett grönt, ett vitt och ett rött. I det vita fältet finns en svart stjärna och i det gröna fältet finns ett shahadah (den muslimska trosbekännelsen med vit text, samma text som i Saudiarabiens flagga). Flaggan har proportionerna 2:1.
Mellan 1991 (då Somaliland förklarade sig självständigt) och 1996 användes en flagga med en grön cirkel på vit botten. Ibland används en variant av flaggan med orange färg i det nedre fältet.
Eftersom flaggan innehåller den islamska trosbekännelsen ska den inte hissas på halv stång vid sorg.

Somalilands flagga efter att området förklarat sig självständigt 1991
En vanlig variant av den nuvarande flaggan har ett orange fält i botten